# Kobeliarovo
Kobeliarovo (allemand : Schwarzseifen bei Dobschau), est un village de Slovaquie situé dans la région de Košice.

## Histoire
Première mention écrite du village en 1466.

## Démographie

### Évolution de la population
| Année:               | 1994. | 2004.   | 2014.   | 2024.    |
| -------------------- | ----- | ------- | ------- | -------- |
| Nombre de personnes: | 421   | 433     | 457     | 509      |
| Différence:          |       | +2,85 % | +5,54 % | +11,37 % |

| Année:               | 2023. | 2024.   |
| -------------------- | ----- | ------- |
| Nombre de personnes: | 498   | 509     |
| Différence:          |       | +2,20 % |